# Cilinderslot

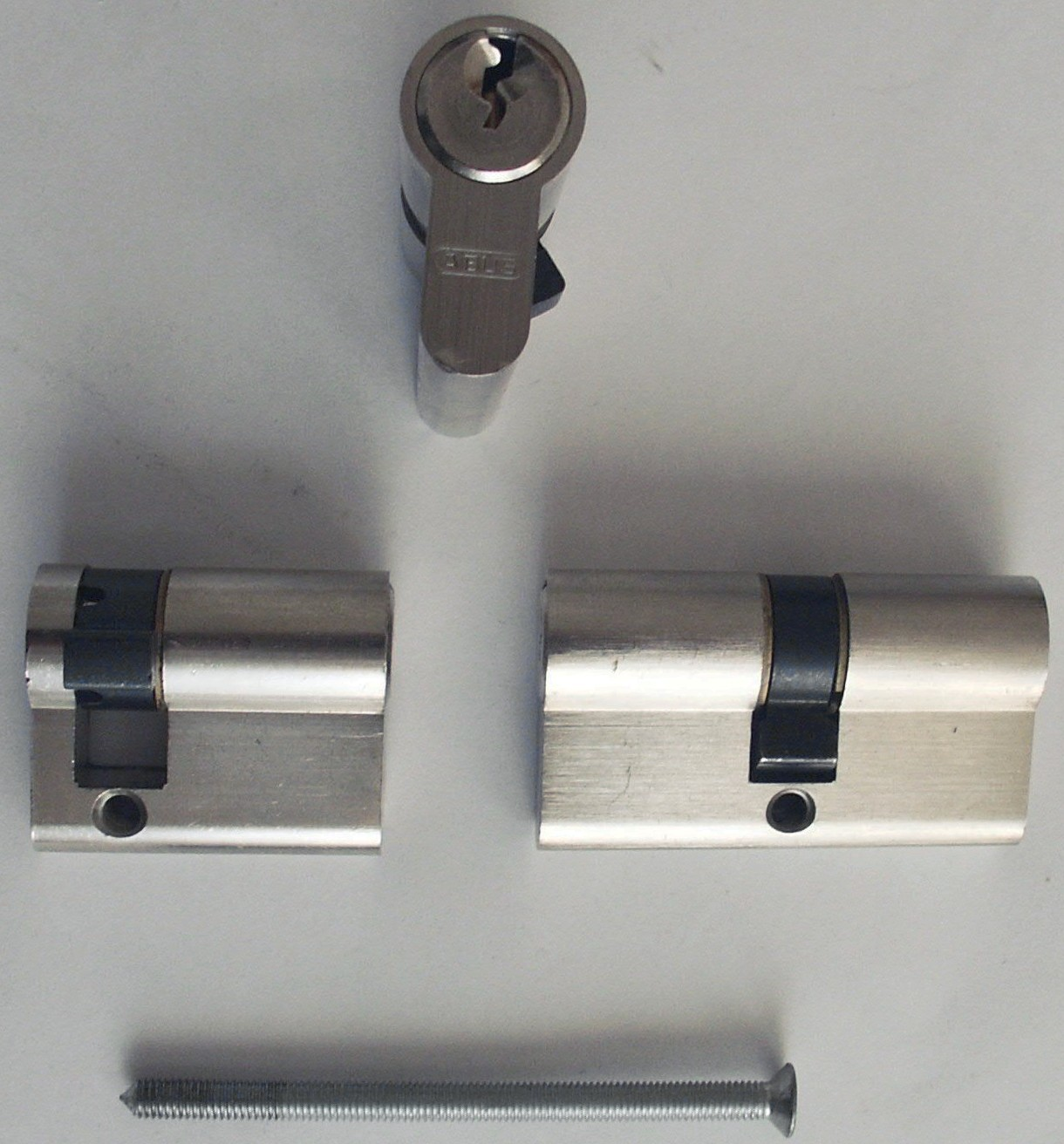
Europrofielcilinders. Rechts een dubbele, links een enkele cilinder. Onderaan de schroef waarmee een cilinder in het slot wordt gemonteerd.

Een cilinderslot is een slotmechanisme bestaande uit een cilinder en een behuizing. Stiften, plaatjes of kogeltjes blokkeren de cilinder zolang de bijpassende sleutel niet in het slot is gestoken. Alleen als de juiste sleutel in de cilinder wordt gestoken kan deze worden gedraaid in de behuizing, waarmee het slot geopend of gesloten wordt.
Veelal bestaat het slot uit het eigenlijke slot en een losse cilinder. De cilinder (zie afbeelding) heeft een gestandaardiseerde afmeting (europrofiel) en kan gemakkelijk verwisseld worden als men over de sleutel beschikt.

## Geschiedenis
Het oudst bekende cilinderslot werd gevonden in de ruïnes van Dur-Sharrukin, een vestingstad ongeveer 20 km ten noorden van Ninive in hedendaags Irak. Ten tijde van Sargon II was Dur-Sharrukin, beter bekend onder de naam Khorsabad, de hoofdstad van het Assyrische Rijk. Het aldaar gevonden slot stamt uit de 8e eeuw v.Chr. en was in die tijd een veel gebruikt slottype in het Oude Egypte, waar dit slottype waarschijnlijk is uitgevonden. Er zijn al vermeldingen van dit type slot van rond 2000 v.Chr. Het slot uit Khorsabad was van hout en werkte ongeveer hetzelfde als een modern stiftcilinderslot. Het is overigens niet zeker dat de Egyptenaren het slot hebben uitgevonden: ook de Chinezen maakten al heel vroeg sloten.
In 1784 patenteerde de Engelse werktuigbouwkundige Joseph Bramah een cilinderslot dat veel overeenkomsten met een modern radiaalslot heeft. Alle tot dan toe bestaande sloten waren variaties op het klavierslot. In de cilinder is over de gehele lengte een profiel gefreesd, waarin een sleutelprofiel met exact dezelfde vorm past. Daarom wordt een cilinderslot ook wel profielcilinder genoemd. Bij een cilinderslot zijn veel meer sleutelvariaties mogelijk dan bij een klavierslot en was dus een stuk veiliger. Een klavierslot heeft maximaal enkele honderden combinatiemogelijkheden, terwijl een cilinderslot wel tot een miljoen verschillende combinatiemogelijkheden heeft.
De Amerikaanse uitvinder Linus Yale patenteerde in 1844 het eerste stiftcilinderslot, dat er wel nog wat anders uitzag dan de huidige sloten. Zijn zoon Linus jr. verbeterde zijn vaders uitvinding en in 1861 maakte hij een stiftcilinderslot dat vrijwel hetzelfde werkte als de hedendaagse cilindersloten. De essentiële elementen van het verbeterde slot van Linus jr. waren reeds aanwezig in het ontwerp van zijn vader: de opdeling van de stiften in twee delen, de veren, twee cilinders, waarvan één kon draaien, en een sleutel zonder de typische baard zoals die van het klavierslot. Het geniale van zijn verbetering was de logische plaatsing van de stiften op één rij achter elkaar en in lijn met de sleutel. Hij bracht hiermee het slot naar de moderne tijd. Het Egyptische slot en dat van Linus jr. behoren beide tot de cilindersloten, maar de Egyptische sloten kenden de essentiële verbetering die Linus jr. aanbracht nog niet. In de Egyptische sloten lagen de stiften niet op één rij, maar waren verdeeld zoals de haren van een tandenborstel.

## Slotvarianten

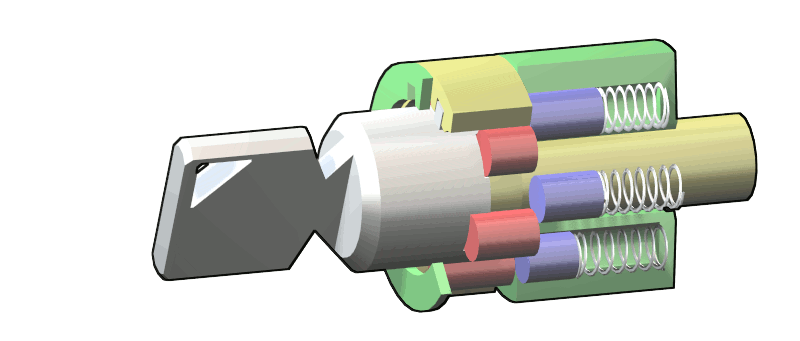
Radiaalslot

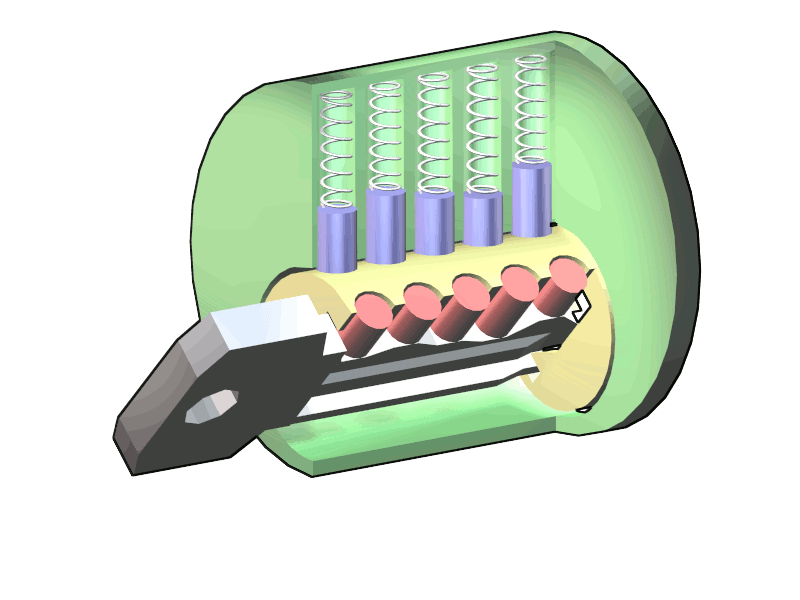
Stiftcilinderslot

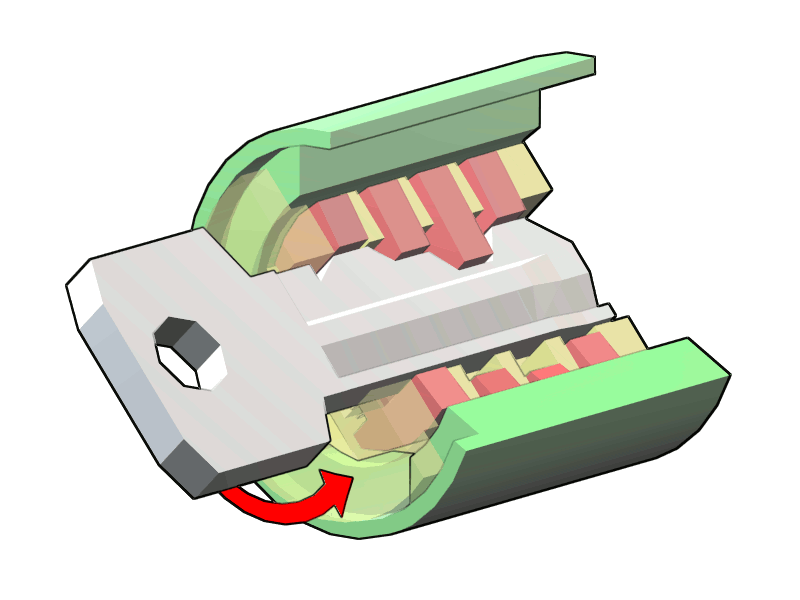
Plaatjescilinderslot

### Radiaalslot
Het oudste cilinderslot is het radiaalslot, dat in 1784 werd uitgevonden. Sleutelpinnetjes of -plaatjes worden door spiraalveertjes naar voren gedrukt, waardoor de cilinder wordt geblokkeerd. De buissleutel heeft halfronde indeukingen die in één lijn liggen met de pinnetjes. Bij een radiaalslot met plaatjes heeft de sleutel geen indeukingen maar insnijdingen. Het gat in de sleutel valt over een stift in het slot, waardoor de indeukingen of insnijdingen recht in lijn met de stiften of plaatjes komen te liggen. Als de juiste sleutel in het slot wordt gestoken worden deze net zover naar achteren geduwd dat ze gelijk liggen met de buitenrand van de cilinder, waardoor deze gedraaid kan worden.

### Stiftcilinderslot
Het stiftcilinderslot werd uitgevonden in 1844 en is heden het meest gebruikte cilinderslot. Het slot heeft meestal vijf of zes stiften (cilindrische metalen pinnen van verschillende lengte) die door spiraalveertjes en sluitpinnetjes naar het midden van het slot worden geduwd en de cilinder blokkeren zolang niet de juiste sleutel in het slot wordt gestoken. Alleen als de juiste sleutel wordt gebruikt (met de juiste hoogte op de plaats van elk pinnetje) worden de pinnetjes precies hoog genoeg geduwd om tot de buitenkant van de cilinder te reiken, waardoor deze kan draaien. Over de gehele lengte loopt ongeveer halverwege het profiel een kleine rand, die ervoor zorgt dat de sleutelpinnetjes niet helemaal omlaag of omhoog kunnen schuiven. Bij de in Europa meest gangbare europrofielcilinder zitten de pinnetjes onder het sleutelgat, terwijl ze bij ronde cilindersloten vaak erboven zitten, zoals bij de tekening rechts te zien is. Achter de profielbaan zit de tuimelaar, die ervoor zorgt dat de slotschuif in of uit kan schuiven wanneer er een sleutel tegen aandrukt en deze wordt gedraaid.

#### Profielcilinder
Een profielcilinder is de meest voorkomende en gebruikte cilinder. Een profielcilinder heeft aan beide kanten een sleutelgat waarmee het slot geopend en gesloten kan worden. Een standaard profielcilinder is 60 millimeter lang (maat 30/30) en kan met stappen van telkens 5 millimeter verlengd worden tot de juiste maat.
Het uitstekende deel, dat ronddraait als de sleutel wordt gedraaid, heet de meenemer. Het komt overeen met de baard ven een andere sleutel. Bij sommige cilinders, die vooral in Spanje worden gezien, is de meenemer kleiner en bovendien de cilinder iets lager.

### Plaatjescilinderslot
Het plaatjescilinderslot is minder veilig dan de stiftcilinder, doordat er minder variaties mogelijk zijn en de sleutelgatopening groter is, waardoor lockpickers makkelijker bij de plaatjes kunnen komen. Deze cilinders worden voornamelijk gebruikt in meubilair, brievenbussen, geldkistjes en fietssloten. In de cilinder zitten een aantal verticale sleuven, waarin zich de plaatjes bevinden, die met spiraalveertjes in de behuizing worden gedrukt. De plaatjes bestaan vrijwel altijd uit messing en hebben een rechthoekige vorm met afgeronde boven- en onderzijden. De boog van de plaatjes is gelijk aan die van de cilinder. Elk plaatje heeft een rechthoekig gat; deze zijn allemaal even breed maar verschillend in hoogte. Als er een sleutel in het slot wordt gestoken, dan schuift deze door de gaten. Enkel bij de sleutel met de juiste vertanding worden de plaatjes precies genoeg opgetild om uit de ondersleuf van de behuizing te worden getild, maar niet zo hoog dat ze in de bovensleuf schuiven. Alleen als alle plaatjes gelijk liggen met beide zijden van de cilinder kan deze worden rondgedraaid in de behuizing. Zolang er geen sleutel in het slot zit worden de plaatjes door de veren in de onderste sleuf van de behuizing gedrukt, waardoor de cilinder is geblokkeerd en niet kan draaien. Bij gebruik van een sleutel met de verkeerde vertanding worden de plaatjes te hoog of niet hoog genoeg opgetild en blijft de cilinder geblokkeerd. Plaatjescilinders met dubbelgetande sleutels werken in beide richtingen en worden vaak gebruikt in autosloten en moderne fietssloten.

## Keersleutel

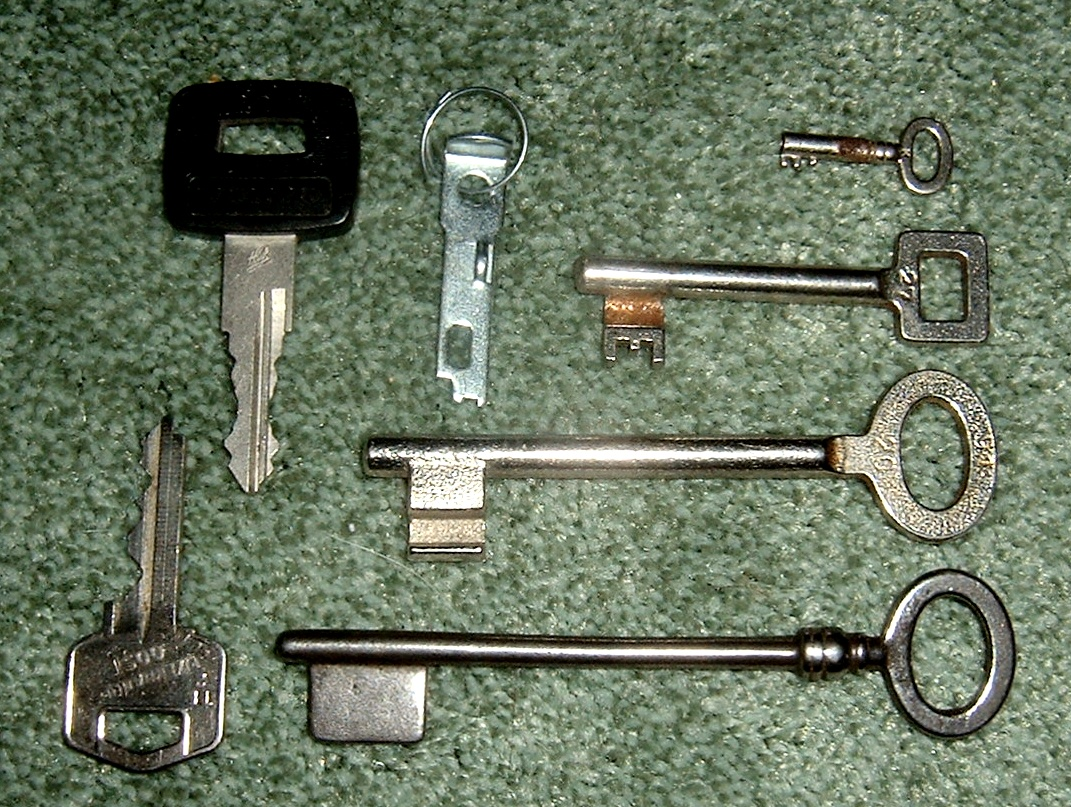
Linksonder: gewone sleutel voor een cilinderslot. Linksboven: keersleutel.

Een keersleutel (ook wel boorsleutel genoemd) is een sleutel met tanden aan weerszijden of boorgaatjes in de sleutel. Deze biedt meer gebruiksgemak doordat de sleutel in beide posities werkt. Deze sleutels worden meestal horizontaal in het sleutelgat gestoken.

## Klopsleutel
De gevreesde klopsleutel is een gewone sleutel die tot de laagste stand is uitgevijld. Hiermee kan een slot gemakkelijk geopend worden. De betere cilinders zijn hiertegen beveiligd.

## Bouwsleutel
Een bouwsleutel is een sleutel met daaraan de meenemer van een profielcilinder. Een slot waarin zich geen cilinder bevindt, kan met een bouwsleutel geopend worden. Zo'n sleutel lijkt op de loper, rechtsonder in de afbeelding, maar de schacht heeft dezelfde diameter als het ronde deel van een profielcilinder en de baard heeft de vorm van de meenemer van een cilinder. Bouwsleutels worden gebruikt bij huizen in aanbouw.

## Cilinder die binnen en buiten tegelijk gebruikt kan worden
Bij een sleutel die zowel aan de binnenkant van de cilinder als aan de buitenkant tegelijk gebruikt kan worden, noemt men dit de nood & gevarenfunctie (hotelfunctie of paniekfunctie zijn ook benamingen die worden gebruikt). Als de deur in het slot valt kan men toch de deur nog openen met een sleutel, als aan de binnenkant nog een sleutel in het slot zit.

## Kerntrekken
Bij kerntrekken wordt er gebruik gemaakt van een gehard stalen schroef die in het sleutelgat van de cilinder gedraaid wordt. Met een cilindertrekker of met een klauwhamer wordt vervolgens de kern van de cilinder of het buitenste gedeelte van de cilinder uit de deur getrokken. Afhankelijk van of enkel de kern getrokken is of de gehele cilinder getrokken is kan de inbreker met een schroevendraaier of met een bouwsleutel de deur eenvoudig en snel openen. Bij deze methode heeft het geen invloed of de deur wel of niet voorzien is van een meerpuntsluiting of op slot zit. In veel gevallen is de inbreker in minder dan één minuut binnen.

### Kerntrekbeveiliging
Bij kerntrekken wordt het cilinderslot geforceerd met een schroef en kracht. Een cilinderslot is echter goed te beveiligen tegen deze methode. Een cilinderslot dat hiertegen beveiligd is, wordt kerntrek-proof genoemd. Er zijn hiervoor twee methodes, met een anti-kerntrekcilinder of met veiligheidsbeslag met kerntrekbeveiliging.
Een anti-kerntrekcilinder is een versterkte cilinder. Hierdoor kan de cilinder meer trekkracht weerstaan, waardoor het voor een inbreker praktisch onmogelijk wordt om het cilinderslot uit de deur te trekken nadat er een schroef ingezet is. Veiligheidsbeslag met kerntrekbeveiliging (ook wel kerntrekbeslag genoemd) wordt van binnenuit geplaatst en de cilinder wordt omsloten door metaal. Hierdoor kan de cilinder niet uit de deur getrokken worden.

### Wetgeving
Kerntrekken is een nieuwe inbraakmethode, waardoor er geen wetgeving is over hoe deuren en sloten beveiligd dienen te zijn tegen deze techniek. Het Politiekeurmerk Veilig Wonen (PKVW) heeft wel een advies uitgebracht. In dit advies komen twee punten duidelijk naar voren: installeer een cilinder met SKG 3-sterrenkeuring en plaats kerntrekbeslag of een versterkte cilinder met een minimale uittrekkracht van 15 kN.